# Harold Livermore
Harold Victor Livermore (* 29. September 1914 in London; † 28. Februar 2010) war ein britischer Historiker.

## Biografie
Nach einem Studium an der Cambridge University wurde er im Schuljahr 1941 zum Schulleiter der englischsprachigen St. Julian’s School in Carcavelos bei Lissabon ernannt. Bei seiner Rückkehr nach England im November 1942 entging sein Flugzeug nur knapp einem Angriff durch ein Kampfflugzeug der deutschen Luftwaffe.
Nach dem Ende des Zweiten Weltkrieges war er für kurze Zeit Lecturer an der Cambridge University und wurde danach Mitarbeiter des Außenministeriums (Foreign Office) mit einer Tätigkeit in Brasilien. Seine lange Karriere als einer der wichtigsten Historiker der Iberischen Halbinsel begann 1947 mit der Veröffentlichung von „Geschichte von Portugal“, einer umfangreichen Studie, die seine Reputation als ersten englischsprachigen Gelehrten begründete, der eine detaillierte und eingehend erforschte Darstellung von Englands ältestem Verbündeten verfasste. Für diese Veröffentlichung wurde er mit dem Prémio Camões im Bereich Sachbuch ausgezeichnet. Danach wurde er Pädagogischer Direktor der Hispanischen und Portugiesisch-Brasilianischen Sammlung des Canning House in London. Zu dieser erwarb er auch das baufällige Sandycombe Lodge in Twickenham, den früheren Wohnsitz des Malers William Turner, das er in den folgenden Jahren restaurieren ließ.
In dieser Zeit verfasste er 1958 auch „Geschichte von Spanien“, das wiederum die erste englischsprachige umfangreiche Darstellung der Geschichte dieses Landes war. Anschließend folgten kürzere Abhandlungen historischer Themen, eine Überarbeitung der „Geschichte von Portugal“ sowie andere Fachaufsätze. Später nahm er den Ruf als Professor am Lehrstuhl für hispanische Studien an der University of British Columbia an, den er bis 1976 innehatte. Im Anschluss war er noch einige Jahre Lehrbeauftragter für portugiesische Studien an der Cambridge University sowie der University of Westminster.
Zu seinen letzten historischen Veröffentlichungen gehörten 2004 „Portugal: A Traveller’s History“ sowie 2006 „Twilight of the Goths“.
Für seine Verdienste um die portugiesische Geschichte wurde er darüber hinaus 2006 mit dem Orden des Infanten Dom Henrique ausgezeichnet. Darüber hinaus war er Mitglied der Akademie der Wissenschaften von Lissabon (Academia das Ciências de Lisboa) sowie der Portugiesischen Akademie für Geschichte.
Zeitlebens blieb er wegen seiner rechtsgerichteten, antiliberalen Haltung nicht unumstritten und wurde letztlich auch wegen seiner zum Teil unkritischen Haltung gegenüber den Regimen von António de Oliveira Salazar in Portugal und Francisco Franco in Spanien kritisiert.